# Pedra del Sol
La Pedra del Sol, anomenada també Calendari Asteca, és un disc monolític de basalt d'olivina amb inscripcions sobre la cosmogonia mexica i els cultes al déu solar. La raó del seu altre nom és perquè inclou en les inscripcions el compte dels dies, les eres i aspectes del calendari. Fa 3.60 m de diàmetre per 122 cm de gruix i pesa més de vint-i-quatre tones.
Les interpretacions sobre la funció i el significat d'aquest monòlit són diferents entre especialistes des del seu redescobriment en el segle xviii. S'ha especulat que en algun moment, a finals del segle xv hauria estat una plataforma de combat gladiatori (temalácatl), involucrat en la festivitat mexica Tlacaxipehualiztli.
En aquest monòlit es descriuen els moviments dels astres i alguns cicles en què els mesos duren vint dies, els anys divuit mesos i els segles cinquanta-dos anys.
L'escultura té un estat de conservació estable; la coloració original, però, se'n va anar perdent pels segles d'exposició a la intempèrie. A més a més, a la part central, presenta danys per molts impactes de bala que han desfigurat el rostre del mig.
Hi ha algunes dades per a rastrejar-ne la història des del moment de la construcció. A principis del segle xvi, Hernando Alvarado Tezozomoc, net de l'emperador Moctezuma II i besnet d'Axayácatl, narra en Crònica Mexicáyotl com el seu besavi manà esculpir en aquella pedra «les figures dels mesos i anys, dies i setmanes amb tanta curiositat que era cosa de veure». Va ocórrer el 1479, quatre dècades abans del desembarcament d'Hernán Cortés a Veracruz. Alvarado Tezozomoc explica que, en aquell any, cinquanta mil hòmens de pobles propers a Tenochtitlán van extraure el gegantesc bloc «d'una gran penya del vessant de la serra gran de Cuyacan», la van moure «amb sogues gruixudes i carretons» i la van tallar amb sílexs «forts i aguts» a les ordres d'un artista, el nom del qual, pel que sembla, era Técpal.(4)

## Història
El monòlit fou tallat durant el Període Postclàssic mesoamericà, entre els anys 1250 i 1521. No n'hi ha indicis clars sobre l'any exacte de la talla i l'autoria, tot i que existeixen certes referències a la construcció d'un enorme bloc de pedra pels mexiques en la seua darrera etapa d'esplendor. Segons Diego Durán el huey tlatoani Axayácatl: «també estava ocupat a llaurar la pedra famosa i gran, molt historiada, en què estaven esculpides les figures dels mesos i anys, dies 21 i setmanes». Per la seua banda, Juan de Torquemada va descriure en Monarquia indiana, com Moctezuma Xocoyotzin II havia ordenat que duguessen una gran roca des de Tenanitla, hui San Ángel, fins a Tenochtitlán, però en el camí caigué en el pont del barri de Xoloco.
La roca mare d'on es va extraure prové del volcà Xitle, i l'obtindrien a San Ángel o Xochimilco. El geòleg Ezequiel Ordóñez el 1893 en determinà l'origen i la va dictaminar com a basalt d'olivina. Degué ser embarcada des de 22 quilòmetres fins al centre de Tenochtitlán.
Després de la conquesta espanyola, la traslladaren fora del Temple Major, fins a l'oest del llavors Palau Virreinal i la Séquia Reial, on va romandre descoberta, amb el relleu cap amunt, durant molts anys. Segons Durán, fou durant el càrrec d'Alonso de Montúfar com a arquebisbe quan ell ordenà soterrar la Pedra del Sol perquè «es perdés la memòria de l'antic sacrifici que s'hi feia».(6)

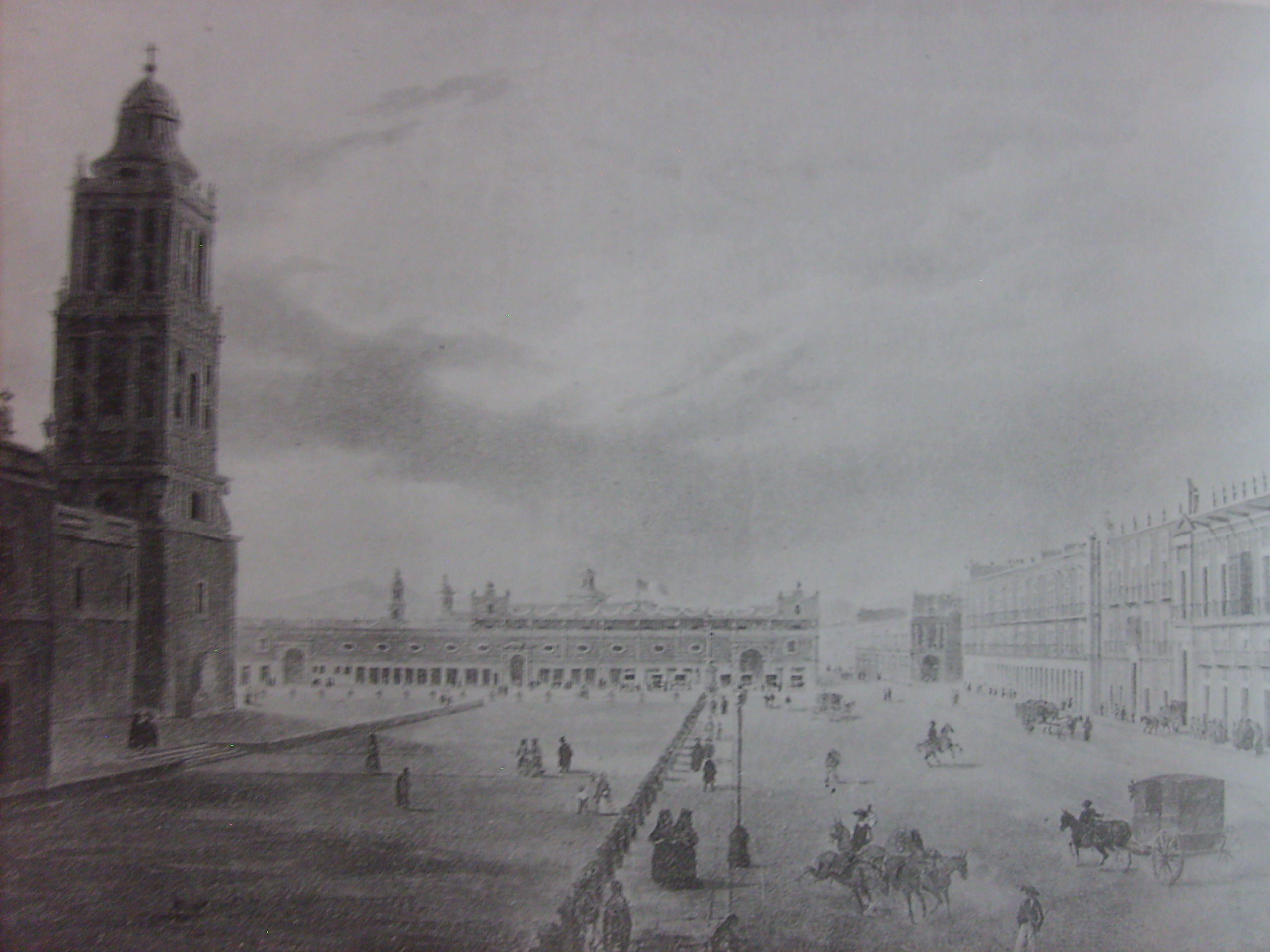
Plaça Major de Mèxic, pintura de Pedro Gualdi del 1850. Adossada al costat de la torre de la catedral es veu la Pedra del Sol, que hi fou des del 1790, data en què va ser descoberta

Cap a finals del segle xviii, el virrei Juan Vicente de Güemes, comte de Revilla Gigedo, inicià una sèrie de reformes urbanes a la Ciutat de Mèxic. Una en fou la construcció de nous carrers i la destrucció de certes àrees de la ciutat, com el Canal i Chinampa. En el cas de la llavors Plaça de la Constitució, s'hi construïren albellons, s'anivellà el pis i se'n remodelaren àrees. Fou José Damián Ortiz de Castro, constructor en cap de les obres executades, qui informà de la troballa de la Pedra del Sol el 17 de desembre del 1790. El monòlit es trobà a mitja vara del terra (uns quaranta centímetres) i a seixanta metres a l'oest de la segona porta del Palau Virreinal, i treta de la terra amb un «aparell reial de doble politja». Al lloc de la troballa anà Antonio de León y Gama a observar y dictaminar l'origen i significat del monument trobat. Segons Chavero, fou aquest darrer qui li donà el nom de Calendari Asteca, i creia que era un objecte de consulta públic. León y Gama ho va explicar així:
| «                                | […] Amb ocasió del nou enllosat, en rebaixar-se el pis de la plaça, el dia 17 de desembre d'aquest any, 1790, es va descobrir a sols mitja vara de profunditat, i a 80 de distància al ponent de la segona porta del Reial Palau, i 37 al nord del Portal de les Flors, la segona pedra, per la superfície posterior, &. | » |
| — León y Gama, citat per Chavero | |   |

El mateix Gama va intercedir davant el canonge de la catedral, José Uribe, perquè el monòlit no tornàs a ser enterrat pel seu origen pagà, com havia ocorregut dos segles abans. Gama va argumentar que en estats com Itàlia s'invertia molt per a rescatar i mostrar públicament monuments del passat. Gama defensà en els seus escrits el valor artístic de la Pedra del Sol, davant arguments d'autors com George-Louis Leclerc, que no donaven rellevància a les persones americanes, ni al seu talent artístic.(3)

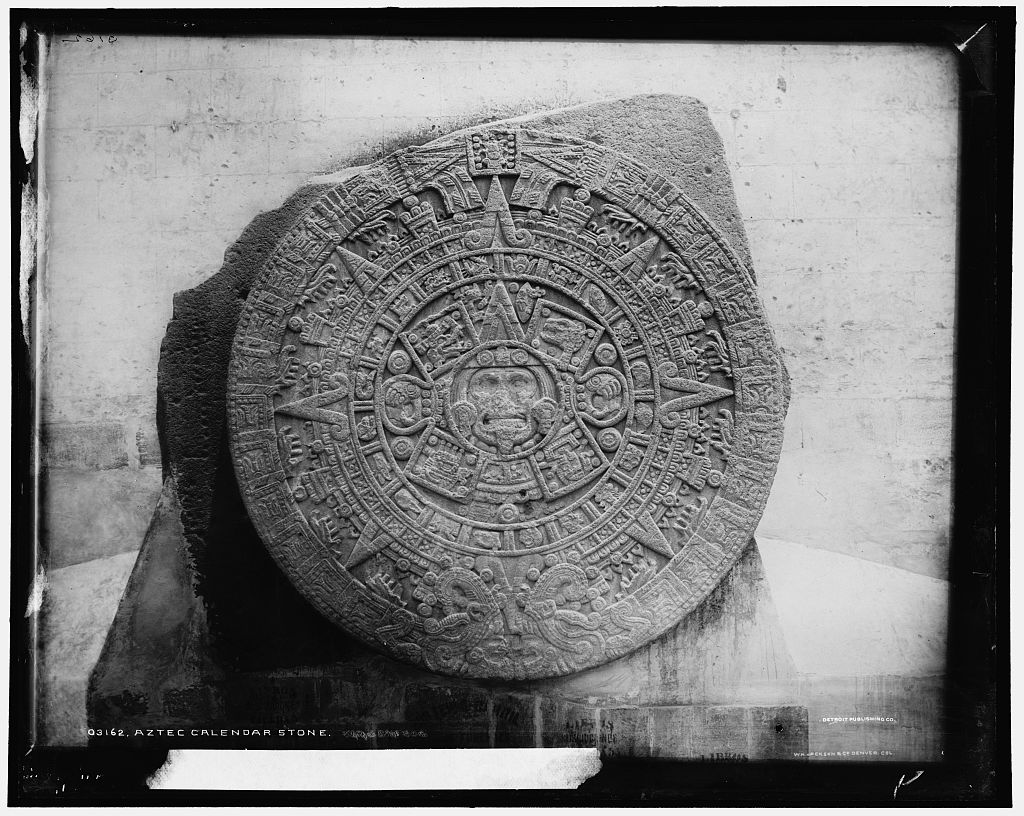
Imatge de la pedra quan es trobava a la catedral

El monòlit es col·locà en un costat de la torre oest de la Catedral Metropolitana el 2 de juliol del 1791. Ací la van observar, entre d'altres, Alexander von Humboldt, que en va feu estudis sobre la iconografia. Durant la Invasió estatunidenca de Mèxic els soldats de l'Exèrcit dels Estats Units que ocuparen la plaça van usar la Pedra del Sol de tir al blanc.(6)
A l'agost del 1885 la traslladaren a la Galeria de Monòlits del Museu Nacional del carrer de la Moneda, per demanda del doctor Jesús Sánchez, director del museu. Per documents de l'època se sap de l'animadversió popular que va produir el "tancament" d'un referent públic de la ciutat.(6)
El 1964 la transferiren al Museu Nacional d'Antropologia i Història, a la Sala Mexica, i està inscrita en algunes monedes mexicanes.

Abans del descobriment del Monòlit de Tlaltecuhtli, déu-dea de la terra, amb 4 per 3,57 m d'alçada, la Pedra del Sol es considerava el més gran monòlit mexica conegut.

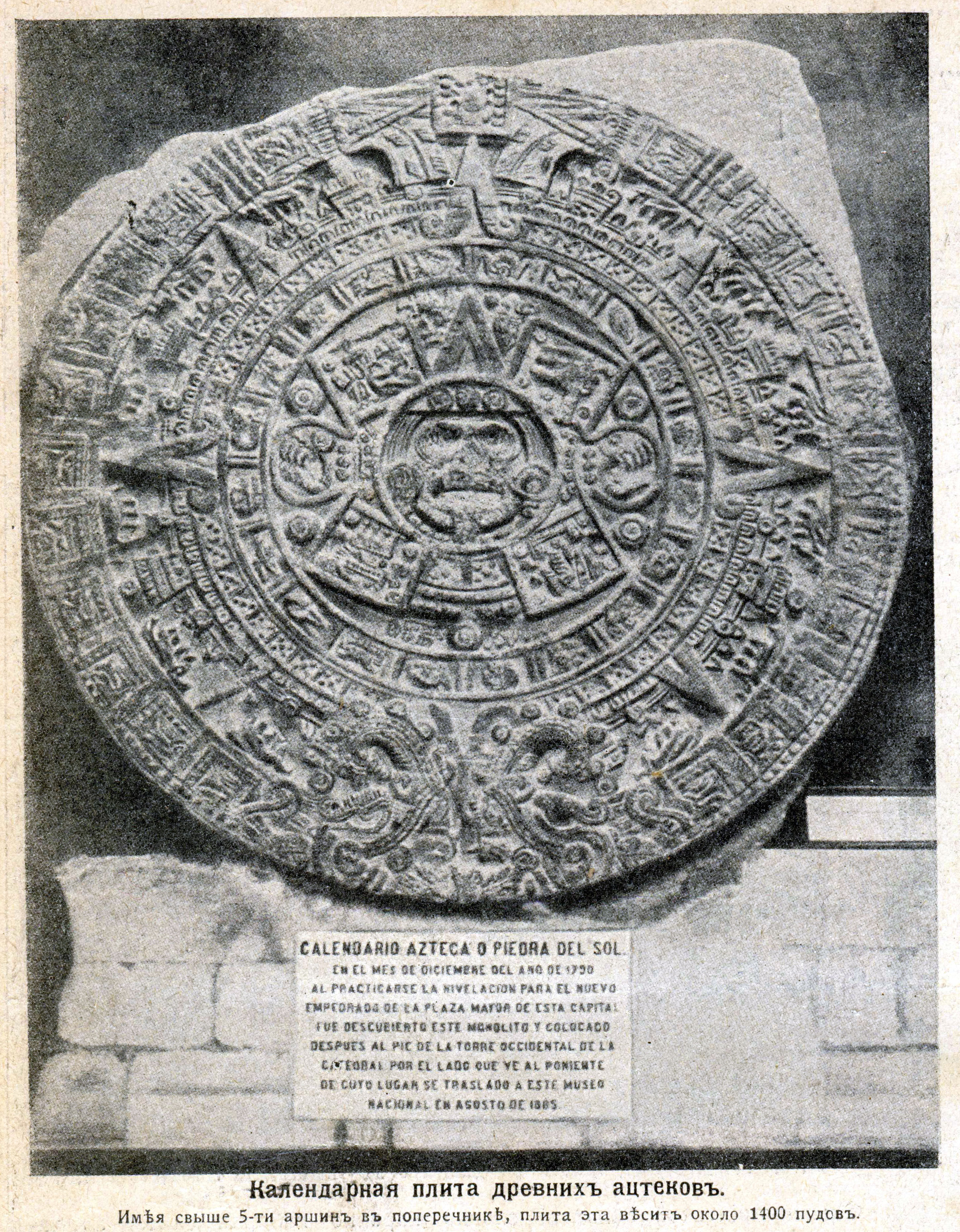
La Pedra del Sol com era exhibida al Museu Nacional. Foto del 1915
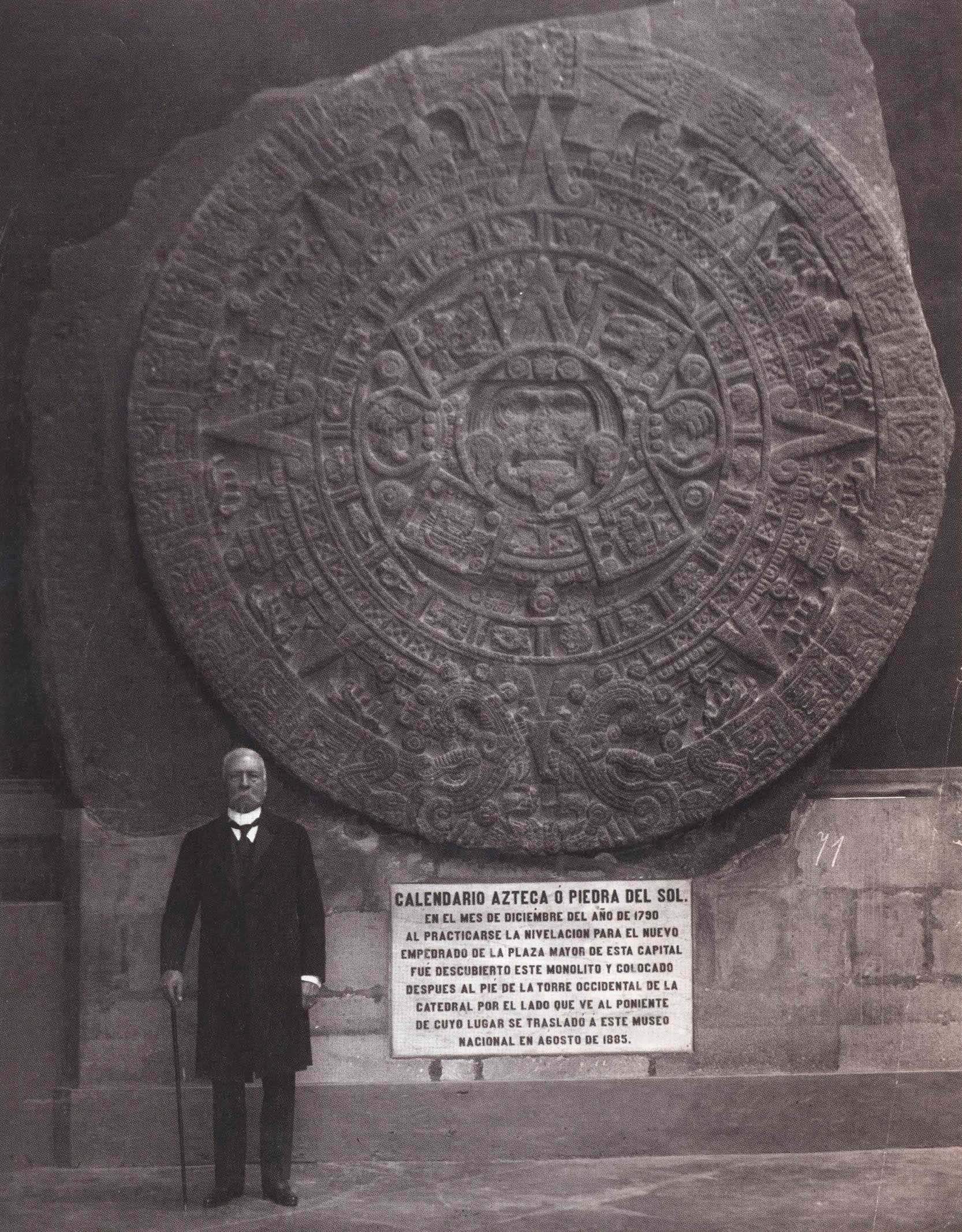
Foto del 1910 de la Pedra del Sol amb Porfirio Díaz
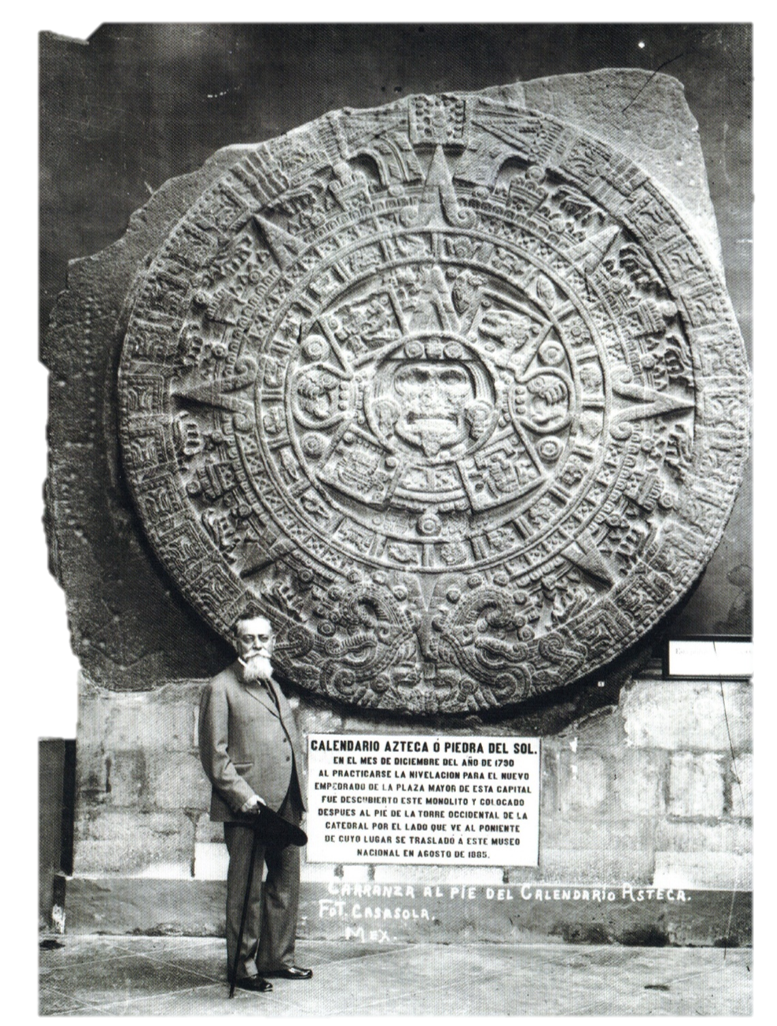
Foto del 1917 de la Pedra del Sol amb Venustiano Carranza

## Descripció
Els motius escultòrics que en cobreixen la superfície representen un resum de la complexa cosmogonia mexica.
Representen al centre Tonatíuh (sol), dins del símbol Ollin (moviment permanent de tota la matèria), que, en aquest cas, representa l'heliosfera "olintonatíuh". A dalt Ikisauayankayotl Tonatíuh (eclíptica). Als costats Xiukoatl (serps de foc o meteorits). Dins dels 4 quadres que l'envolten, hi ha els planetes clàssics.

### Disc central

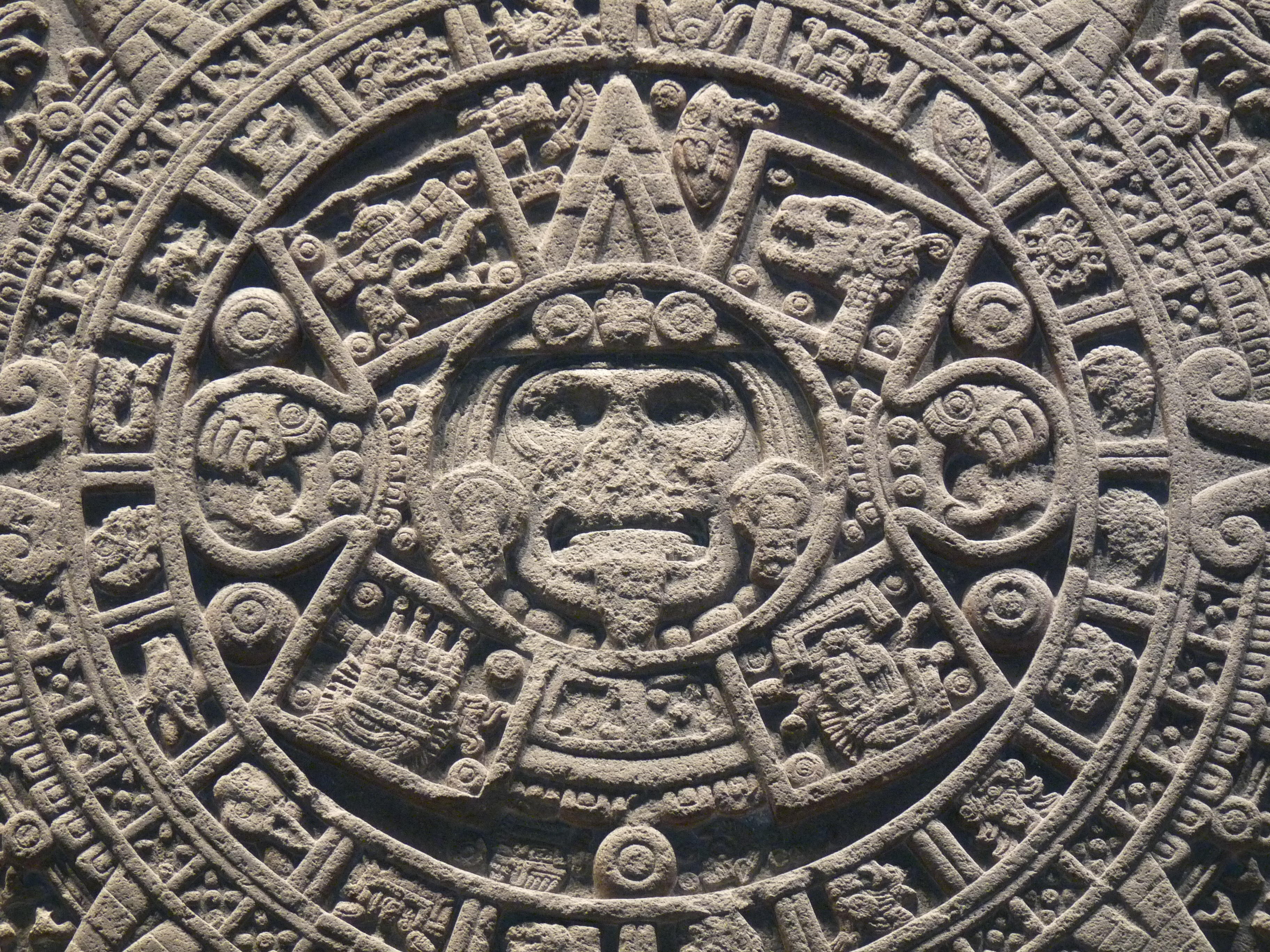
Detall dels dos primers cercles del monòlit

Segons investigadors com Hermann Beyer i Alfonso Caso, al centre del monòlit hi ha el rostre del déu solar Tonatiuh dins del glif "moviment" (Ollin), un ganivet sacrificatori de pedra (Tecpatl) representa la seua llengua. En cada mà, les seues urpes capturen un cor humà i la seua llengua està representada com un ganivet de sílex.
En opinió de Caso:
| «                                   | Es veu al bell mig del disc el rostre de Tonatiuh, i als costats les mans armades de garres d'àguila que esclafen cors humans, perquè el sol és concebut pels asteques com una àguila que de matí, en pujar al cel, s'anomena Cuauhtlehuánitl, "l'àguila que puja", i de vesprada es diu Cuauhtémoc, "l'àguila caiguda", nom del darrer i malaguanyat emperador asteca". | » |
| — Alfonso Caso, "El pueblo del sol" | |   |

Els investigadors Carlos Navarrete i Doris Haydn proposaren que representa Tlaltecuhtli.(10)
Al centre de l'escultura hi ha dues serps o xiukoatl amb un cercle a baix i un altre a dalt sumant quatre, que és 4-Ollin o el Cinqué Sol, d'on naixerà l'humà nàhuatl que serà fet de dacsa. Això es troba en La llegenda dels Sols i en els Annals de Cuauhtitlan, que formen el Còdex Chimalpopoca, que descriu:
| «           | El nom d'aquest Sol és "nao ollin" (4 moviments). Aquest ja és nostre, dels qui hui vivim. Aquest és el seu senyal, el que hi ha ací, perquè caigué en el foc del Sol al forn diví de Teotihuacan. Fou el mateix Sol de Topiltzin (fill nostre) de Tollan, de Quetzalcoatl | » |
| — pàgina 5. | |   |

#### Les quatre eres
Els quatre quadrats que envolten la deïtat central són els anteriors quatre sols que precediren l'actual Cinqué Sol.
- En el quadrat superior dret apareix el 4 Jaguar, dia en què, després de 676 anys, la primera era acabà en sorgir, de les entranyes de la terra, monstres que van devorar la gent.
- A l'esquerra, és 4 Vent, que recorda que després de 364 anys, vents huracanats sacsejaren la terra i feren que els que no moriren es convertissen en micos.
- Dessota, 4 Pluja. Aquest món durà 312 anys i els que hi van viure, moriren o es van tornar meleagris (guajolotes) després d'una pluja de foc.
- En el quadrat inferior dret es troba 4 Aigua, avantsala del món actual, que va durar 676 anys i acabà quan els que hi vivien van morir empresonats per les aigües i es transformaren en peixos.

La durada de les eres s'expressa en anys, tot i que en el temps asteca. El fet comú de les xifres 676, 364 i 312 és que són múltiples de 52, i 52 anys és la durada d'1 segle asteca, per això expressen una quantitat de segles. Així, 676 anys són 13 segles asteques; 364 anys en són 7, i 312 anys són 6 segles asteques. La seqüència n'és 13, 7, 6 i 13 (i també 7 més 6 és 13). En total, són 39 segles, múltiple de 13, és a dir, 13+13+13. També els 52 anys d'un segle asteca és múltiple de 13. Així són 13+13+13 segles de 13+13+13+13 anys cadascú, i el total d'anys de 39 segles, que són 2.028 anys, és 13 x 156.
També, 312 anys (6 segles asteques) poden referir-se a un cicle maia, i poden ser anys maies o <i>haab</i> de 365 dies sense la resta, 0,2422. Així, 312 anys haab (311,8 anys naturals) són 113.880 dies en què sincronitzen el tzolkin (260 dies x 438), el cicle sinòdic de Venus (584 dies x 195) i el cicle sinòdic de Mart (780 dies x 146).

#### Punts cardinals
A més a més, el disc central conté els solsticis i equinoccis, perquè en la cosmovisió nahuaka no hi ha punts cardinals, sinó el gir o direcció del planeta (ikisaya).

### Primer anell

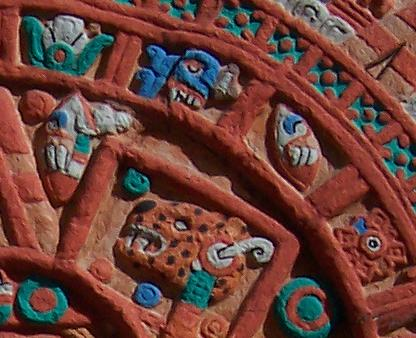
Signes Ollin, Tecpátl, Quiahuitl i Xochitl (fals color, ordre antihorari)

La corona següent, la formen els pictogrames dels vint dies del calendari sagrat asteca, Tonalpohualli, en sentit antihorari. Aquests vint dies es combinaven amb tretze números fins que es formava un any sagrat de dos-cents seixanta dies.
Aquests són: Cipáctli, Ehecátl, Káli, Cuetzpálin, Coátl, Miquiztli, Mazátl, Tochtli, Atl, Itzcuintli, Ozomátli, Malináli, Akátl, Ocelotl, Cuauhtli, Cozcaquauhtli, Olin, Tecpátl, Quiahuítl i Xochítl.
El formen vint parts iguals amb dibuixos que representen els dies del mes asteca. Aquest anell es representa en el cèrcol exterior de les monedes de 2 pesos, encara que s'hi mostren només 10 dies. A la part superior de la moneda, just al centre és Xochitl (flor), que és el dia 20. Els altres símbols són: sílex, moviment, àliga, jaguar, canya, aigua, mort, serp i casa.
| Imatge | Nom nàhuatl | Pronúncia     | Traducció                                      |
| ------ | ----------- | ------------- | ---------------------------------------------- |
|        | Cipactli    | [sipaktɬi]    | Cocodril Fardatxo Caiman Monstre cocodril Drac |
|        | Ehēcatl     | [eʔeːkatɬ]    | Vent                                           |
|        | Calli       | [kaɬːi]       | Casa                                           |
|        | Cuetzpalin  | [kʷetspalin̥]  | Fardatxo                                       |
|        | Cōātl       | [kʊːwaːtɬ]    | Serp                                           |
|        | Miquiztli   | [mikistɬi]    | Mort                                           |
|        | Mazātl      | [masaːtɬ]     | Cérvol                                         |
|        | Tōchtli     | [toːtʃtɬi]    | Conill                                         |
|        | Ātl         | [aːtɬ]        | Aigua                                          |
|        | Itzcuīntli  | [itskʷi:n̥tɬi] | Gos                                            |

| Imatge | Nom nàhuatl   | Pronúncia        | Traducció     |
| ------ | ------------- | ---------------- | ------------- |
|        | Ozomahtli     | [osomaʔtɬi]      | Mico          |
|        | Malīnalli     | [maliːnaɬːi]     | Pasturatge    |
|        | Ācatl         | [aːkatɬ]         | Canyís        |
|        | Ocēlōtl       | [oseːloːtɬ]      | Ocelot Jaguar |
|        | Cuāuhtli      | [kʷaːʍtɬi]       | Àguila        |
|        | Cōzcacuāuhtli | [koːskakʷaːʍtɬi] | Voltor        |
|        | Olin          | [ʊ:lin̥]          | Moviment      |
|        | Tecpatl       | [tekpatɬ]        | Obsidiana     |
|        | Quiyahuitl    | [kijawitɬ]       | Pluja         |
|        | Xōchitl       | [ʃoːtʃitɬ]       | Flor          |

### Segon anell
La corona segona té seccions quadrades; en cadascuna de cinc punts semblen estar representades les setmanes de cinc dies. Hi ha també vuit angles que divideixen la pedra en vuit parts.

### Tercer anell
A l'extrem inferior de la pedra, s'obrin les gargamelles de dues Xiuhcóatl ('serps de foc'), que emmarquen la pedra i porten al déu pel cel, l'un enfront de l'altra. Tenen els cossos dividits en seccions que podrien simbolitzar flames. Les seccions podrien representar cinquanta-dos cicles anuals: el segle mexica són 52 anys (cada correspondència entre el principi de l'any civil amb el sagrat, de 365 i 260 dies, respectivament). Quan concloïa un cicle de 52 anys se celebrava la cerimònia del Foc Nou.
A la part superior del monòlit, un quadrat tallat entre les cues de les serps representa la data Matlactli Yei-Ácatl ('13-canyís'). Això deu correspondre a 1479, l'any en què se celebrà el Foc Nou durant el regnat d'Axayácatl, i alhora, l'any en què aquest calendari es va elaborar.
A la vora de la pedra, hi ha vuit relleus equidistants, que representen constel·lacions.

## Numismàtica

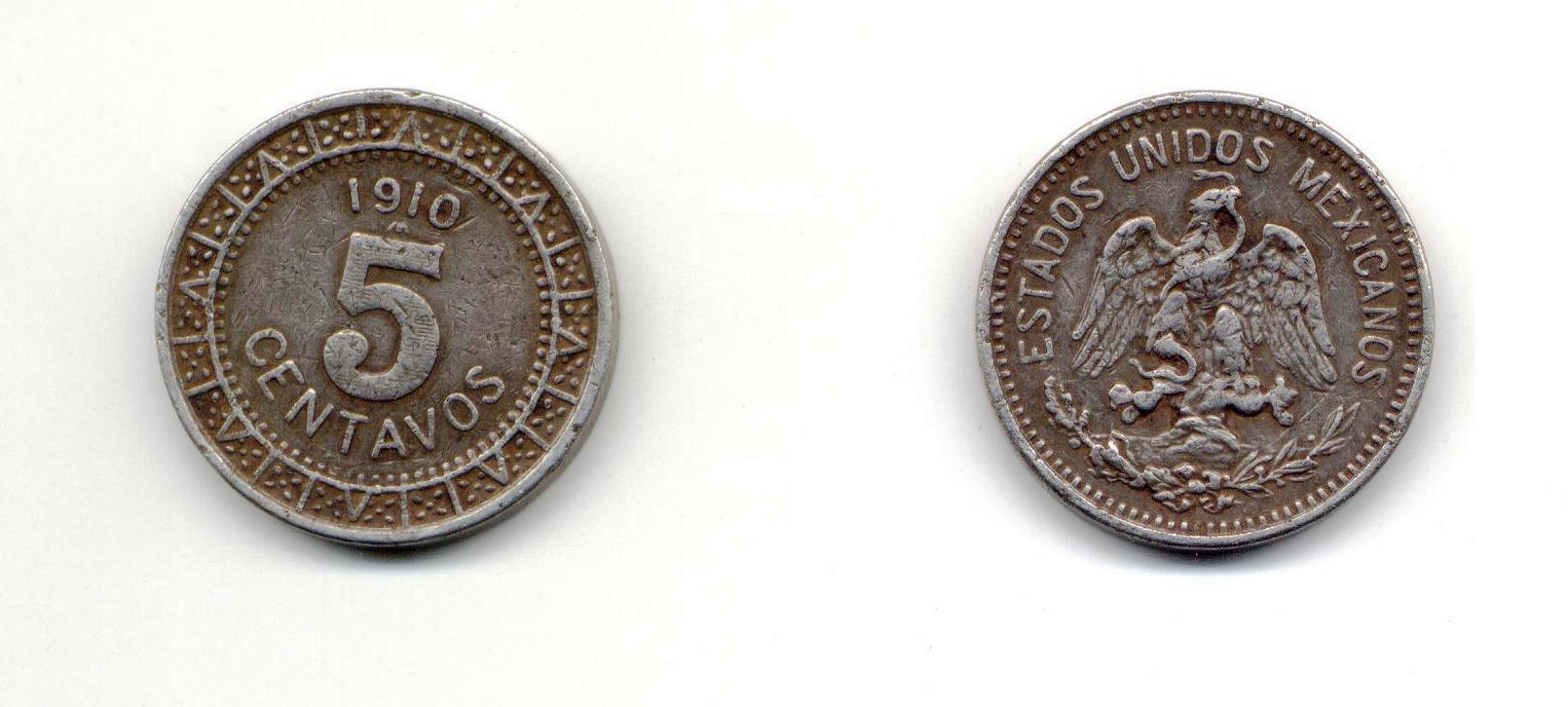
Moneda de 5 centaus amb motius del tercer anell de la Pedra del Sol

Algunes parts de la Pedra del Sol s'han reproduït en els anversos d'algunes monedes mexicanes:
- La moneda de 5 centaus encunyada en níquel entre el 1905 i el 1914 tenia una estilització parcial dels raigs solars de l'anell de la resplendor paral·lela a la vora de la peça.
- La moneda de 5 centaus encunyada en níquel entre el 1936 i el 1942 tenia una estilització parcial dels raigs solars de l'anell de la resplendor paral·lela a la vora de la peça.
- La moneda de 10 centaus encunyada en níquel entre el 1936 i el 1946 tenia una estilització parcial dels raigs solars de l'anell de la resplendor paral·lela a la vora de la peça.
- La moneda de 5 centaus encunyada en acer inoxidable entre el 1992 i el 2002 tenia una estilització parcial dels raigs solars de l'anell de quincuncis paral·lel al pentàgon inscrit en la peça.[14]
- La moneda de 10 centaus encunyada en acer inoxidable entre el 1992 i el 2002 tenia una estilització parcial dels raigs solars de l'anell paral·lel al pentàgon inscrit en la peça. A partir del 2002 s'encunyaren monedes de menor grandària però amb el mateix disseny.[15]
- La moneda de 20 centaus encunyada en bronze-alumini entre el 1992 i el 2002 tenia una estilització parcial de l'anell de l'acceptació paral·lel al pentàgon inscrit en la peça. A partir del 2002 s'encunyaren monedes de menor grandària però amb el mateix disseny i en acer inoxidable.[16]
- La moneda de 50 centaus encunyada en bronze-alumini entre el 1992 i el 2002 tenia una estilització parcial de l'ácatl (13é dia) paral·lel al pentàgon inscrit en la peça. A partir del 2002 s'encunyaren monedes de menor grandària però amb el mateix disseny i en acer inoxidable.[17]
- La moneda d'1 pes bimetàl·lica (centre de bronze-alumini i anell d'acer inoxidable), encunyada des del 1992, té una estilització parcial de l'anell de resplendor paral·lela a la vora de la peça.[18]
- La moneda de 2 pesos bimetàl·lica (centre de bronze-alumini i anell d'acer inoxidable), encunyada des de 1992, té una estilització parcial de l'anell de dies paral·lel a la vora de la peça.[19]
- La moneda de 5 pesos bimetàl·lica (centre de bronze-alumini i anell d'acer inoxidable), encunyada des del 1992, té una estilització parcial de l'anell de serps paral·lel a la vora de la peça.[20]
- La moneda de 10 pesos bimetàl·lica (centre de cuproníquel i anell de bronze-alumini), encunyada des del 1992, té una estilització parcial del disc central al centre de la peça.[21]
- La moneda de 500 pesos (valor facial) encunyada en or entre el 1985 i el 1986 amb motiu de la Copa Mundial de Futbol de 1986, té una estilització del disc complet després de la silueta d'un jugador de futbol.
- La moneda d'or de 20 pesos (1919-1959) presenta la Pedra del Sol íntegra.
- La moneda de $100 d'un quilo d'argent, encunyada a partir del 2007, també mostra la Pedra del Sol completa.